# Vaszilij Andrejevics Zsukovszkij

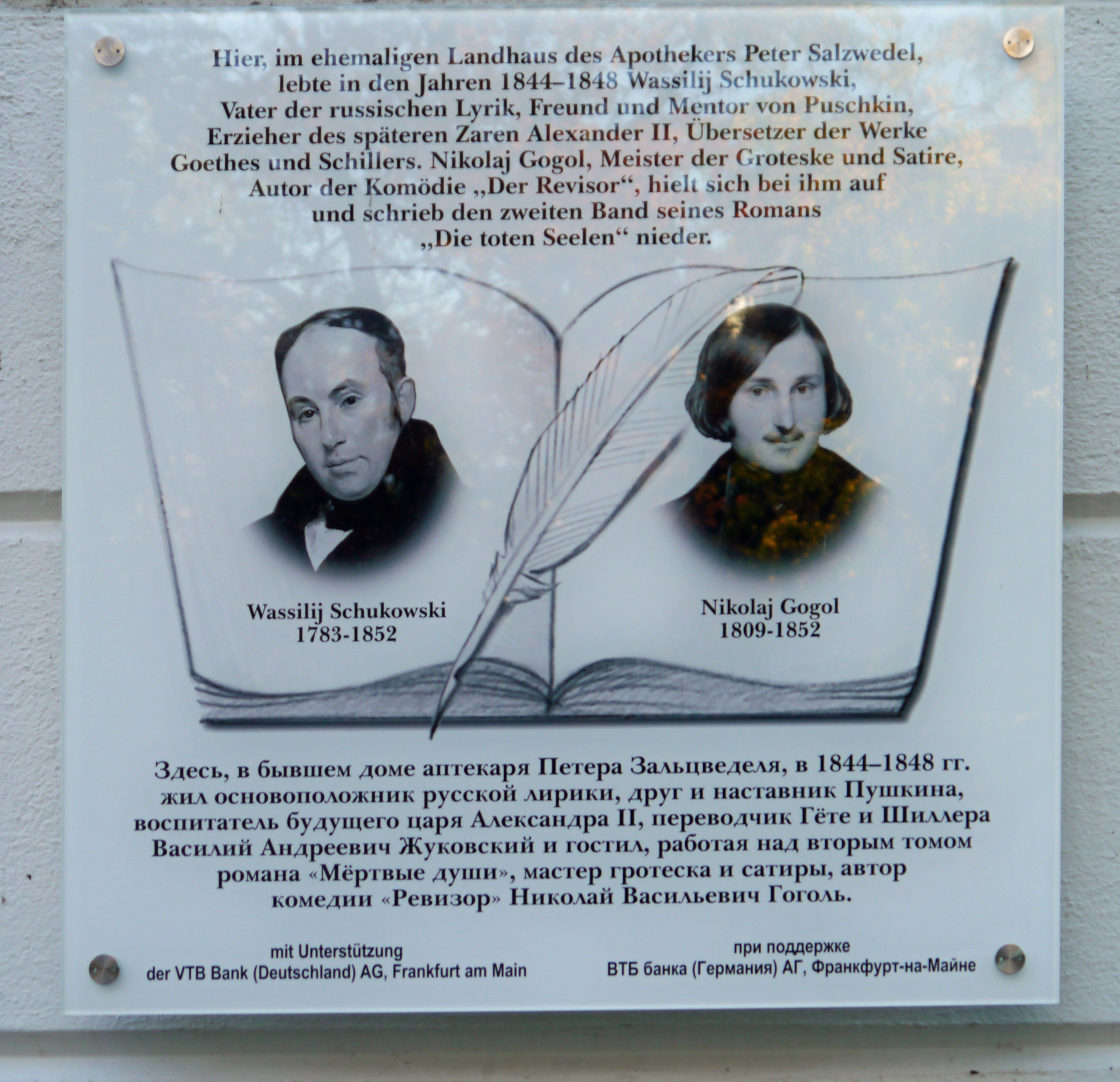
Emléktábla négy éves frankfurti tartózkodásának emlékére

Vaszilij Andrejevics Zsukovszkij (cirill betűkkel: Василий Андреевич Жуковский, Misenszkoje (Tulai kormányzóság), 1783. február 9. – Baden-Baden, 1852. április 24.) orosz író, költő, műfordító, nevelő, majd udvari tanácsos. A 19. századi orosz irodalom nagy alakja.
Magas beosztásban volt a Romanov udvartartásban. Alekszandra Fjodorovna nagyhercegnő és később fia, a majdani II. Sándor cár reformista indíttatású tanítója. Zsukovszkij érdeme, hogy a romantikus mozgalom elindult Oroszországban. Irodalmi tevékenységének fő iránya a külföldi költők imponálóan széles skálájának oroszra fordítása. A régi nagyoktól, mint Firdauszí perzsa költő vagy Homérosz, a kortárs szerzőkig, mint Goethe, Schiller, Byron és mások.

## Élete
Zsukovszkij a Tulai terület Misenszkoje falujában született, Oroszországban, Afanaszij Bunyin földbirtokos és Szaliha, török jobbágynő házasságon kívüli gyermekeként. A Bunyin családnak volt jogszerű ága is, ahonnan 90 évvel később egy leszármazottja, Ivan Bunyin modernista Nobel-díjat nyert. Bár a Bunyin család berkeiben nevelkedett, a gyermek költőt formálisan a család barátja adoptálta szociális okokból. Keresztnevét és apai neveit megtartotta mindvégig. Tizennégy évesen Moszkvába küldték, hogy a Moszkvai Egyetemen tanuljon nemesi penzumon. Itt erősen hatott rá a szabadkőműves mozgalom és a kor divatos irodalmi trendjei, mint az angol szentimentalizmus és a német Sturm und Drang. Találkozott Nyikolaj Karamzinnal, a kiemelkedő orosz levelezővel, az akkori legfontosabb irodalmi folyóirat, a Vesztnyik Jevropi (Európai Értesítő) alapítójával.
Zsukovszkij 1797 és 1800 között Moszkvában, egyetemi internátusban, majd ezután Berlinben végezte tanulmányait. 1808-tól kezdve sokat fordított a Vesztnyik Jevropiba német, francia és angol nyelvről, s kezdett már eredeti elbeszéléseket és költeményeket is írni. Egy időben Dorpatban lakott, s onnan hívták meg 1817-ben Szentpétervárra, hogy Miklós cár feleségének az orosz irodalomból felolvasásokat tartson. 1820-ban beválasztották a tudományos akadémiába, 1824-ben udvari tanácsos és Sándor trónörökös nagyherceg nevelője lett. 1841-ben titkos tanácsosi rangot kapott. Ettől kezdve egész haláláig csaknem kivétel nélkül Németországban tartózkodott. Zsukovszkij egyik legelőkelőbb képviselője a romantikus iskolának az orosz irodalomban. Boldogtalan szerelme folytán melankolikus ábrándozás vett rajta erőt, s fordításaiban is a hangulatának megfelelő műveket válogatott leginkább Schillertől, Bürgertől, Thomas Moore-tól, Byrontól és Ludwig Uhlandtól. Buzgón fordította az ó-klasszikusokat is (Odüsszeia, Aeneis). Leghíresebb költeménye: Pevec vo sztanye russzkih voinov (Egy dalnok az orosz harcosok táborában). Költeményei máskülönben nem annyira tartalmukkal, mint inkább mesteri formájukkal gyakoroltak fejlesztő hatást az orosz verskötészetben. Összes művei 7 kötetben jelentek meg Szentpétervárott 1878-ban.

## Karamzin barátsága
1802. decemberében a 19 éves Zsukovszkij megjelentette Thomas Gray Elégia egy falusi temetőben c. művének szabad fordítását a Karamzin folyóiratban. Ez volt szentimentális-melankolikus művészeti stílusának első jellegzetes példája, mely abban az időben átütően hatott oroszul, és annyira ismertté tette az orosz olvasóközönség előtt, hogy 1808-ban Karamzin felkérte a folyóirat szerkesztésére. A fiatal költő pozícióját romantikus témák, motívumok és műfajok felfedezésére használta, nagyrészt műfordítások útján.
Zsukovszkij az elsők között volt, aki a romantikus költők misztikumában írt. Sok eredeti művét fél-unokatestvére, Mária "Mása" Protaszova inspirálta. Hozzá érzelmes, de végtére is plátói kapcsolat fűzte. A középkori Hanza városok, Gyerpt (Dorpat) és Revel (ma Tartu és Tallinn) romantikája is befolyásolta, mely akkoriban került az Orosz Birodalom fennhatósága alá. A Dorpati Egyetem (ma Tartui Egyetem) újraindult, mint az egyetlen német nyelvű egyetem.

## Napóleoni háború
Zsukovszkij udvari felemelkedését Napóleon 1812-es inváziója, és a francia, mint az orosz arisztokrácia által favorizált idegennyelv elutasítása hozta meg. Mint sokan mások, ő is önkéntes volt Moszkva védelmében, és a borogyinói csatában. Itt csatlakozott Kutuzov marsall vezetése alatt álló általános orosz törzskarhoz. Feladata a morál és propaganda felügyelete lett. A háború után átmenetileg Dolbinóban telepedett le, Moszkvához közel. Itt élte meg 1815-ben a „Dolbinói ősz”-t, mint a költői kreativitás kirobbanó élményét. Munkája felkeltette Alekszandra Fjodorovna nagyhercegnő – Miklós nagyherceg, a későbbi I. Miklós cár német születésű feleségének – érdeklődését, aki meghívta Szentpétervárra személyi orosztanárának. A legismertebb német fordításai, majd minden Goethe fordítása gyakorlófeladatnak készült Alekszandra hercegnő számára.

## Szentpétervár, udvari évek
Zsukovszkij pedagógiai karrierje némely részről eltávolította őt az orosz irodalmi élettől ugyan, de a leghatalmasabb értelmiségivé tette Oroszországban. A városba költözésekor első dolga volt, hogy megalapítsa a tréfás Arzamasz irodalmi közösséget, hogy Karamazin Európa-orientált, antiklasszicista esztétikáját előmozdítsa. A tagok közé tartozott Alekszandr Puskin is. A korai 20-as években Puskin háttérbe szorította Zsukovszkijt a művek eredetiségében és briliáns modorában – Zsukovszkij saját bevallása szerint is. Ők ketten életre szóló barátok maradtak, és az idősebb költő irodalmi mentora és protektora lett az udvarnál. 1820-ban beválasztották a tudományos akadémiába.
Sok irodalmi hatás a barátságoknak köszönhető. Jó kapcsolata Miklós cárral megmentette a többi liberális értelmiségi sorsától, akik csatlakoztak az 1825-ös balvégzetű dekabrista felkeléshez. Miklós röviddel trónra kerülése után kinevezte Zsukovszkijt Alekszandr cárevics, a későbbi II. Sándor cár, magántanárának. Zsukovszkij progresszív oktatási módszere oly mélyen hatott a fiatal Sándorra, hogy sok történész legalábbis részben neki tulajdonítja az 1860-as reformokat. A költő magas udvari pozícióját arra használta, hogy szabadgondolkodó írókat szerezzen meg magának. Köztük volt Mihail Lermontov, Alekszandr Ivanovics Herzen, Tarasz Hrihorovics Sevcsenko (akit a jobbágyságból vásárolt ki), és több dekabrista. Puskin 1837-es korai halálával Zsukovszkij lépett fel irodalmi végrehajtóként. Megmentette műveit az ellenséges cenzoroktól, szorgalmasan összegyűjtötte és előkészítette műveit publikációra. Az 1830-as és 40-es évek során másik közeli barátja, Nyikolaj Gogol karrierjén dolgozott. Ily módon impresszáriója volt az orosz romantikus mozgalomnak.

## Európai utazások
Mentorához, Karamzinhoz hasonlóan beutazta Európát, mindenekelőtt a német nyelvterületeket, ahol a berlini porosz udvari kapcsolatai bejárást engedtek Baden-Baden, Bad Ems fürdővárosok magasabb köreibe. Találkozott és levelezett a kultúra nagyságaival - Goethe, Ludwig Tieck, a tájképfestő Caspar David Friedrich. 1841-ben Zsukovszkij visszavonult az udvartól és Düsseldorf közelében telepedett le. Elvette Elisabeth von Reiternt, egy baltikumi német barátjának 18 éves lányát. Két gyermekük született, fia Pável, és lánya, Alekszandra, akinek Alekszej Alekszandrovics nagyherceggel folytatott viszonyáról sokáig beszéltek.

## Halála és műveinek utóélete
1852-ben halt meg Baden-Badenben, 69 évesen. Holttestét Szentpétervárra szállították, és az Alekszandr Nyevszkij Lavrában temették el. Sírja Dosztojevszkij síremléke mögött található.
Fordításai az orosz irodalom klasszikusai lettek. Általános, bár vitatott vélemény, hogy időtállóbb műveknek bizonyultak, mint eredeti nyelvükön.

## Magyarul megjelent művei
- Mese a szürke farkasról és más mesék; ford. Kormos István; Ifjúsági, Bp., 1956